# Bielefeld

Logo

Bielefeld (pronunciación en alemán: /ˈbiːləfɛlt/ⓘ) es una ciudad independiente alemana en Renania del Norte-Westfalia. Es la ciudad más grande de la región de Westfalia Oriental-Lippe y es un Oberzentrum en dicho estado federado. Forma, junto con Gütersloh y Herford, un área metropolitana importante. Se encuentra situada en el Bosque Teutónico.

## Historia

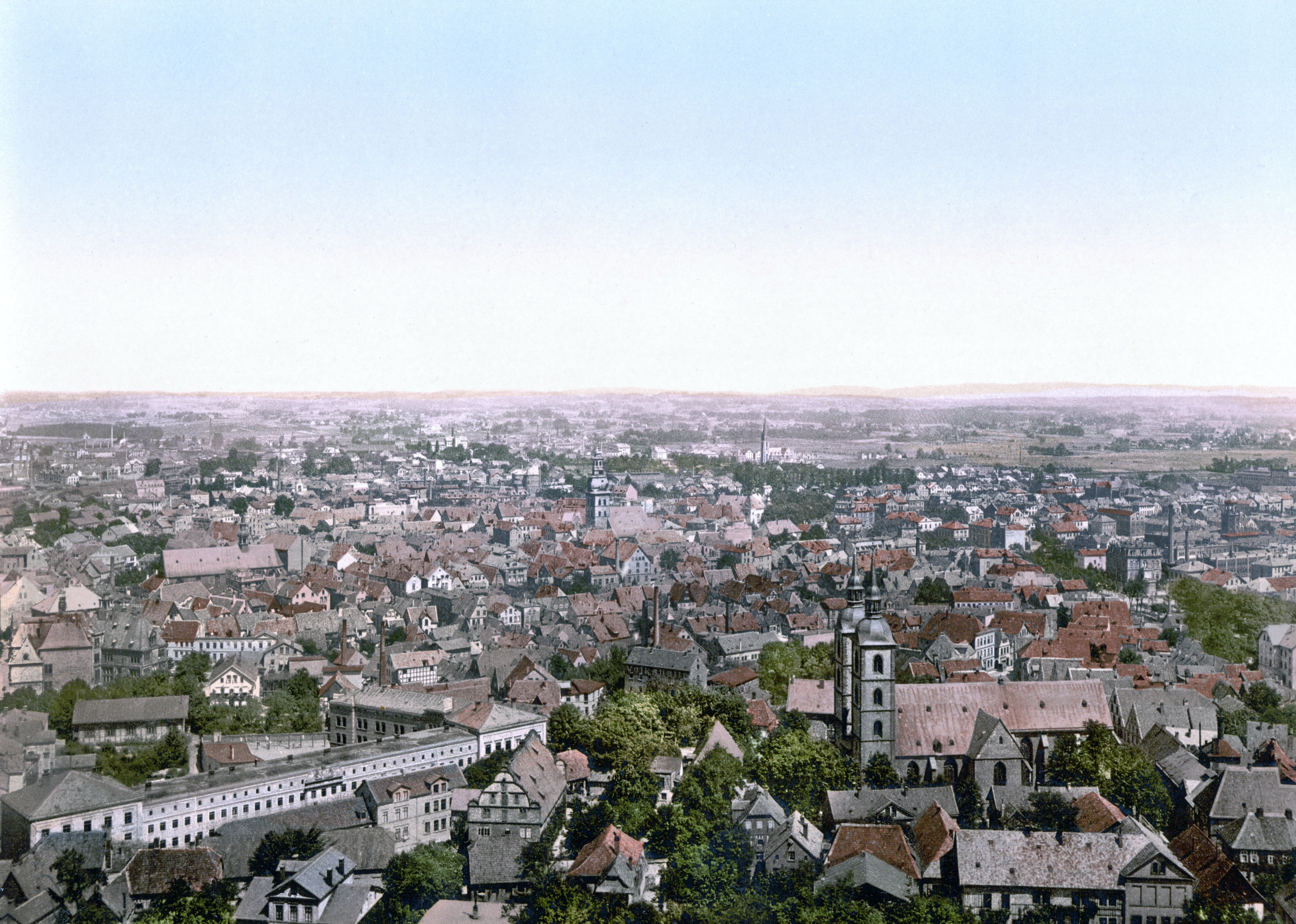
La ciudad en 1895.

La primera mención conocida de Bielefeld data de 1214, en un contrato del conde Hermann von Ravensberg y el monasterio de Marienfeld. Anteriormente, había en la zona un asentamiento de campesinos poco importante con el nombre de "Biliuelde". La fundación de la ciudad se debe, probablemente, a la necesidad de asegurar la frontera sur del territorio del condado. También se tenía previsto desarrollar la ciudad para que fuera una referencia comercial y la capital del condado.
La ubicación en las rutas comerciales y la cercanía al importante paso por el bosque amarillo de Teutoburgo le permitió convertirse rápidamente en el centro financiero del Condado de Ravensberg. 
A finales del siglo XV, la ciudad formó parte de la Liga Hanseática y a partir del siglo XVI se introdujo en la industria del lino.
Como resultado de la guerra de los Treinta Años, la ciudad fue tomada por Brandeburgo y Prusia.
En el siglo XVIII, la industria del lino entró en crisis, pero con la introducción del ferrocarril, la industria se desarrolló. En la ciudad se encuentran aún los edificios de una de las hilanderías más grandes de esos tiempos, la "Ravensberger Spinnerei". Junto a la hilandería, se desarrolló la construcción de máquinas y, aún hoy, Bielefeld es un centro importante de manufactura.
En el siglo XIX también se desarrolló la industria de alimentos con la firma Oetker (de August Oetker), que es una de las más grandes de Europa.
En el siglo XX, la ciudad creció particularmente al unirse con comarcas cercanas y así hacerse una ciudad grande.
Al comenzar la Segunda Guerra Mundial, Bielefeld participó en la industria armamentista y, al faltar la mano de obra, se emplearon esclavos polacos y rusos. Los Aliados bombardearon la ciudad en 1940, pero la mayor destrucción en bombardeos ocurrió el 30 de septiembre de 1944. En 1945 el ejército de los Estados Unidos tomó la ciudad sin resistencia.
La reconstrucción de la ciudad, después de la guerra, cambió el carácter de Bielefeld, al reemplazar edificios históricos con edificios modernos.

## Educación
Desde 1969 hay en una universidad, que desde comienzos de losaños 1990 se ha especializado en estudios sobre el racismo y la xenofobia y, en particular, contra los musulmanes dentro de la Unión Europea, por lo que periódicamente presenta informes a la Comisión Europea.

## Geografía
La ciudad está al borde del Bosque Teutónico (en alemán Teutoburger Wald), que presenta una cadena de cerros que cruzan por la zona urbana. 

## Galería

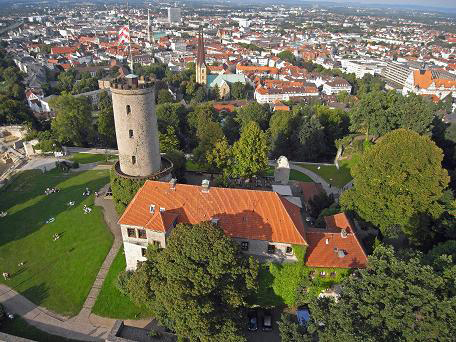
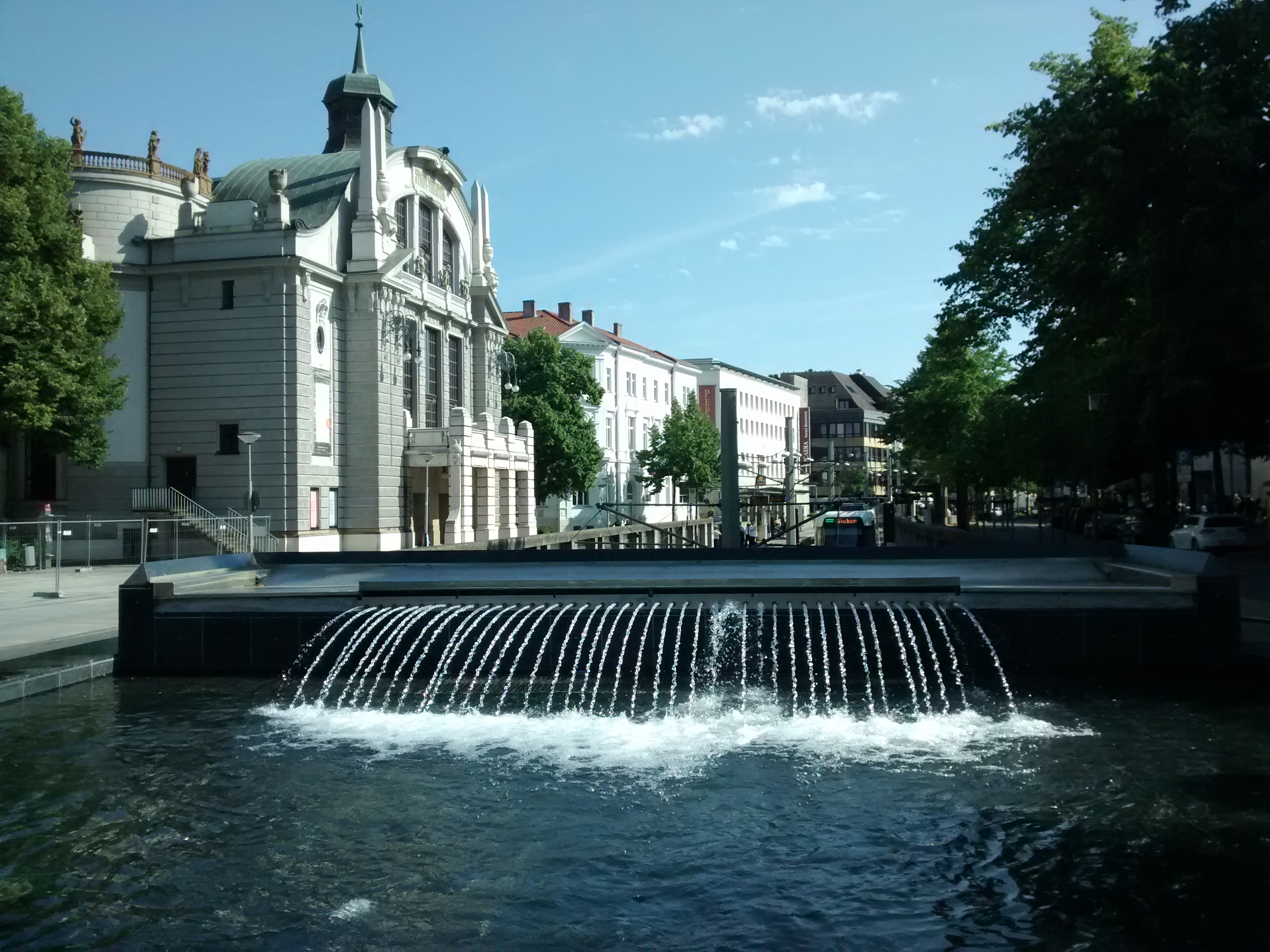
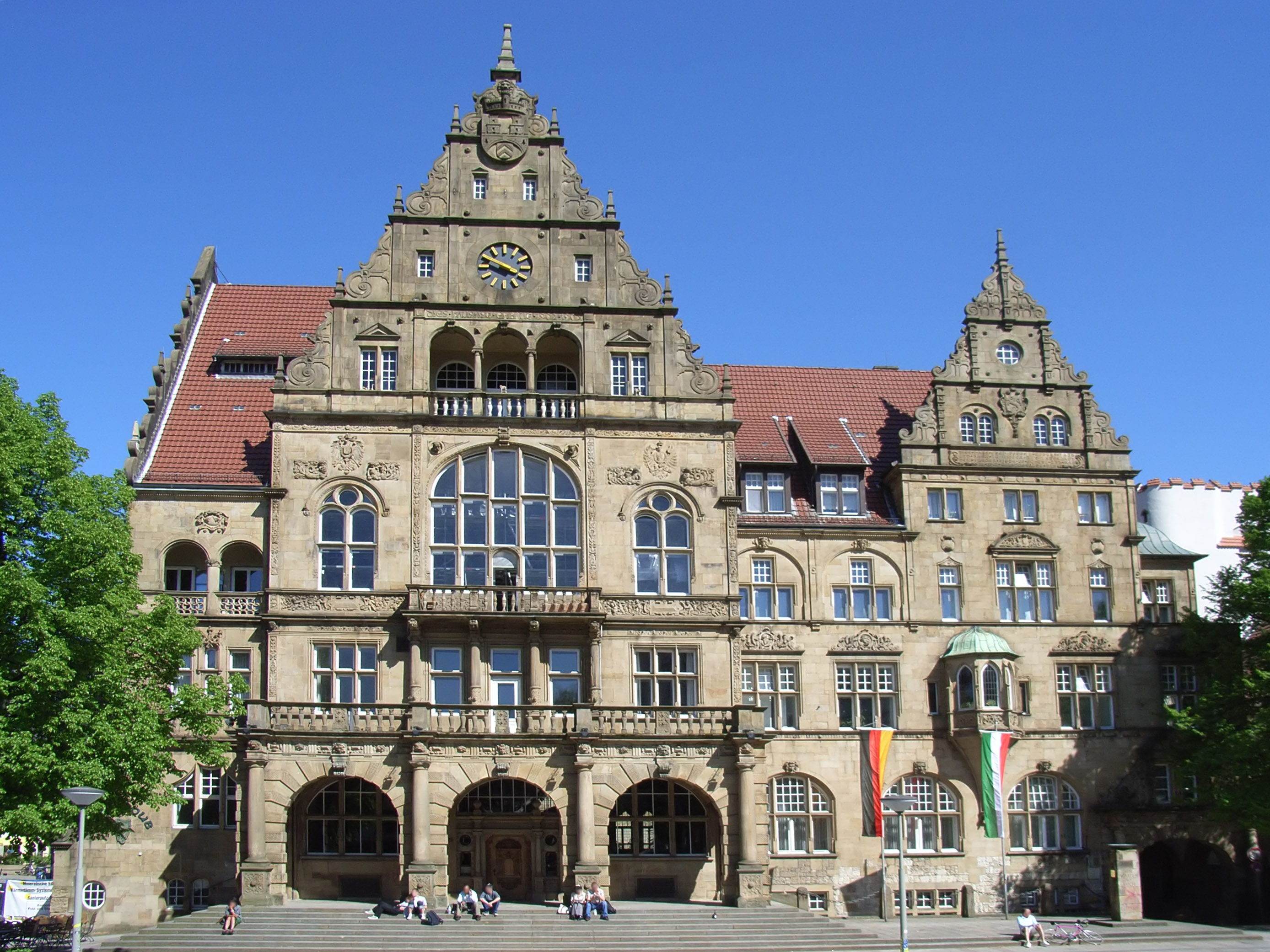
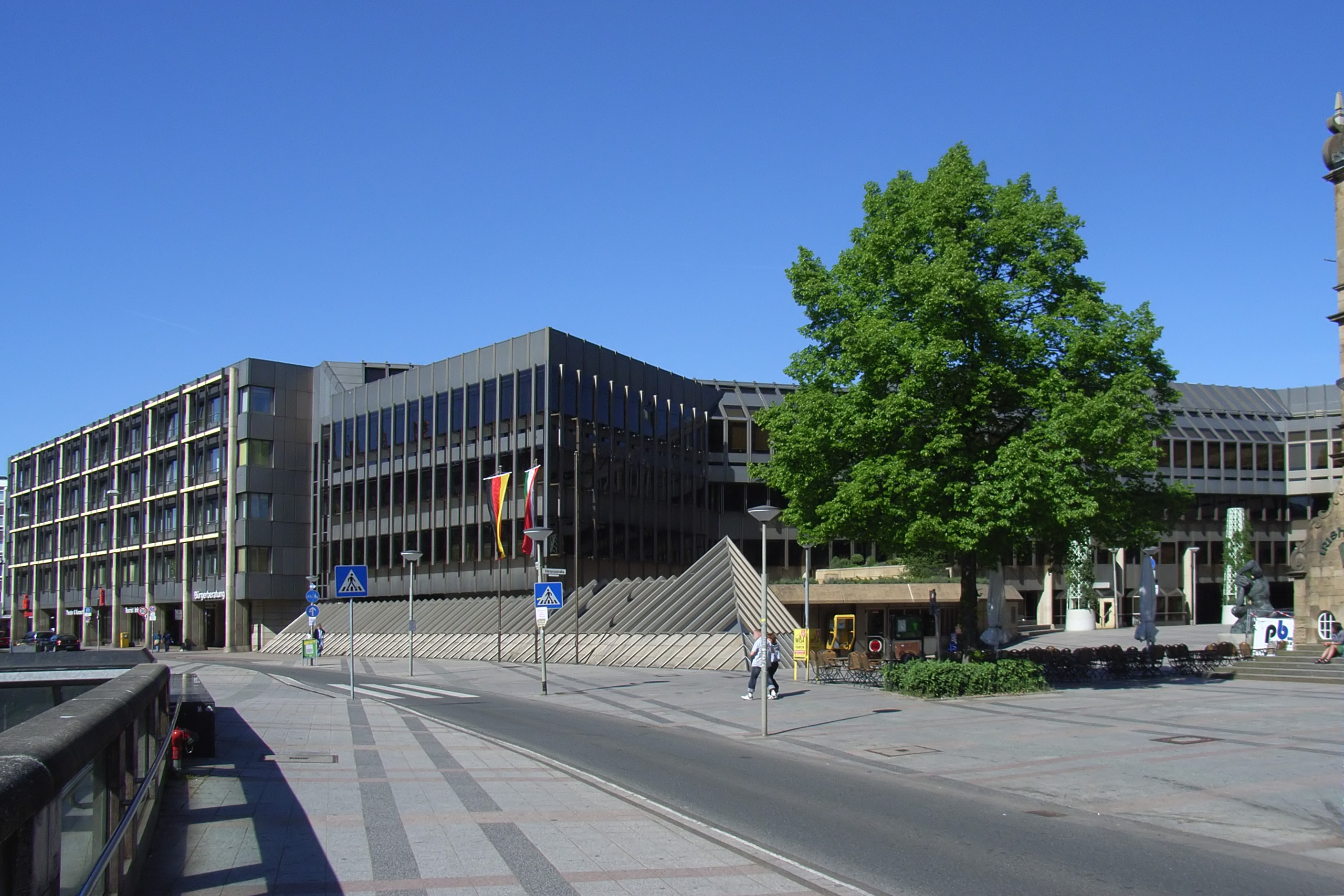

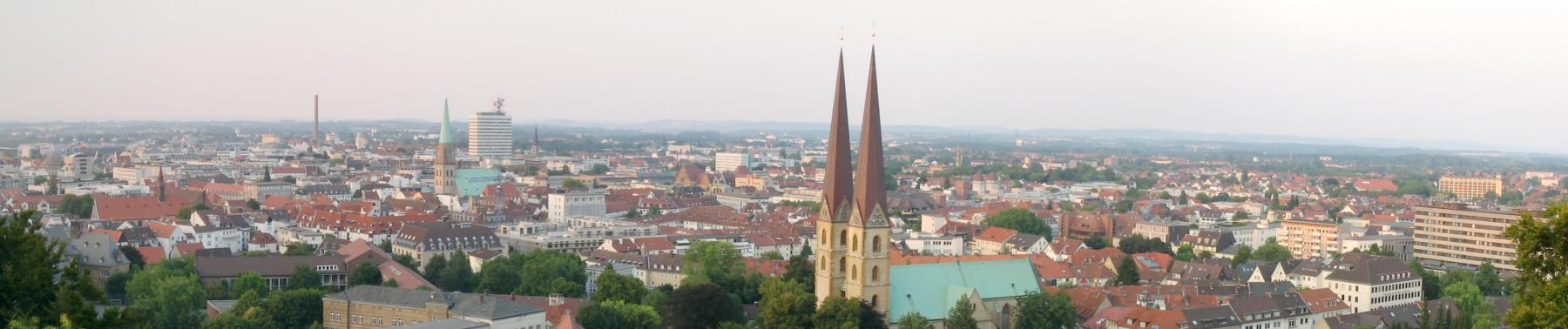
La ciudad de Bielefeld, vista desde la Sparrenburg.

## Personajes célebres
- Horst Wessel
- Friedrich Wilhelm Murnau, director de cine expresionista creador, entre otras obras, de Nosferatu, eine Symphonie des Grauens.
- Tim Weitkamp, rapero alemán exintegrante de la extinta banda Pimpulsiv y actual integrante de la banda Trailerpark.

## Deportes
El club de fútbol de la ciudad, Arminia Bielefeld, milita en la tercera división del fútbol nacional, la 3. Liga. Disputa sus encuentros de local en el Estadio SchücoArena con una capacidad para más de 28 000 espectadores.